# Чекай (Підкарпатське воєводство)
Чекай (пол. Czekaj) — село в Польщі, у гміні Осек-Ясельський Ясельського повіту Підкарпатського воєводства.
Населення — 240 осіб (2011).
У 1975-1998 роках село належало до Кросненського воєводства.

## Демографія
Демографічна структура станом на 31 березня 2011 року:
|          | Загалом | Допрацездатний вік | Працездатний вік | Постпрацездатний вік |
| -------- | ------- | ------------------ | ---------------- | -------------------- |
| Чоловіки | 118     | 26                 | 83               | 9                    |
| Жінки    | 122     | 27                 | 56               | 39                   |
| Разом    | 240     | 53                 | 139              | 48                   |